# Арсенян, Владимир Георгиевич
Владимир Георгиевич Арсенян (груз. ვლადიმერ გიორგის ძე არსენიანი; 10 августа 1934, Тифлис — 22 сентября 1989, Тбилиси) — советский борец вольного стиля, двукратный чемпион СССР (1957, 1959), призёр чемпионата мира (1959). Мастер спорта СССР (1957).

## Биография
Владимир Арсенян родился 10 августа 1934 года в Тифлисе. Начал заниматься вольной борьбой в возрасте 17 лет под руководством Михаила Тиканадзе. В 1957 и 1959 году становился чемпионом СССР, в 1959 году завоевал бронзовую медаль чемпионата мира в Тегеране.
Умер 22 сентября 1989 года в Тбилиси.